# ناصر فیض
ناصر فیض (زادهٔ ۲ خرداد ۱۳۳۸) شاعر طنزپرداز ایرانی است. وی دارای نشان درجه یک هنری است. او در دومین دوره جشنواره بین‌المللی شعر فجر در بخش اجتماعی برگزیده شده است.  اثر او با عنوان فیض‌بوک در بخش شعر نامزد جایزه کتاب فصل شده‌است. او در سال ۱۴۰۰، مدیر دفتر حفظ و اشاعه زبان فارسی شد.

## زندگی‌نامه
ناصر فیض در سال ۱۳۳۸ خورشیدی در شهر قم در خانواده روحانی به دنیا آمد و اصالتاً اهل روستای آلنی مشگین شهر است، پدر وی شیخ ابوالفضل فیض مشکینی (متوفی در ۲۴ آبان ماه سال ۱۳۹۷)، پسر دایی آیت الله علی مشکینی رئیس پیشین مجلس خبرگان رهبری بود و سالها به عنوان رئیس دفتر آیت الله سید محمدکاظم شریعتمداری مرجع تقلید شیعیان فعالیت می کرد. 
وی در سال ۱۳۵۷، پیش از انقلاب اسلامی، به دلیل فعالیتهای مبارزاتی ضد حکومت پهلوی دستگیر شد و به مدت ۳ ماه در زندانهای قم و کمیته مشترک ضد خرابکاری زندانی بود و در روزهای منتهی به انقلاب آزاد شد.
او از دهه ۶۰ هجری خورشیدی شعر گفتن را آغاز کرد و به زودی مدارج ترقی را طی کرد. همچنین در اغلب شوراهای شعر و برخی جشنواره‌های ادبی به عنوان داور حضور داشته‌است. نخستین آشنایی او با آثار طنز از طریق مطالعه نوشته‌های عزیز نسین نویسنده اهل ترکیه بود. فیض اولین کتاب خود را در سال ۱۳۸۰ منتشر کرد. املت دسته‌دار شامل ۵۸ قطعه شعر طنز در قالب‌های غزل، رباعی و مثنوی است و موضوعات آن اغلب فرهنگی و اجتماعی است.
علاوه بر آن، فیض آثاری را از زبان ترکی استانبولی به فارسی ترجمه کرده‌است. او همراه با شهرام شکیبا یکی از دو داور برنامه تلویزیونی قند پهلو است. فیض همچنین ترانه‌هایی سروده‌است که برخی از آن‌ها مانند تیتراژ فیلم اخراجی ها ساخته مسعود ده نمکی اجرا شده‌اند.
فیض دارای مدرک کارشناسی زبان و ادبیات فارسی است و از سال ۱۳۷۲ در شهر تهران سکونت دارد. او عضو شورای عالی موسیقی و شعر صدا و سیما و شورای شعر دفتر موسیقی وزارت ارشاد نیز هست. همچنین در ۱۳۹۲–۱۳۹۴ در برنامه تلویزیونی قند پهلو که از شبکه آموزش ایران با موضوع شعر طنز برگزار می‌شود به عنوان داور در کنار شهرام شکیبا و با اجرای رضا رفیع حضور دارد.
فیض از سال ۱۳۸۵ به مدت ۱۵ سال مدیر اجرایی دفتر طنز حوزه هنری بود و در سال ۱۴۰۰ از این مسئولیت کنار گذاشته شد و به سمت سرپرست دفتر پاسداشت زبان فارسی حوزه هنری گماشته شد. وی جزو شاعرانی است که همواره در دیدارهای شاعران با سید علی خامنه‌ای رهبر ایران به طور مستمر حضور داشته و تحسین و تبسم ایشان را برانگیخته است.

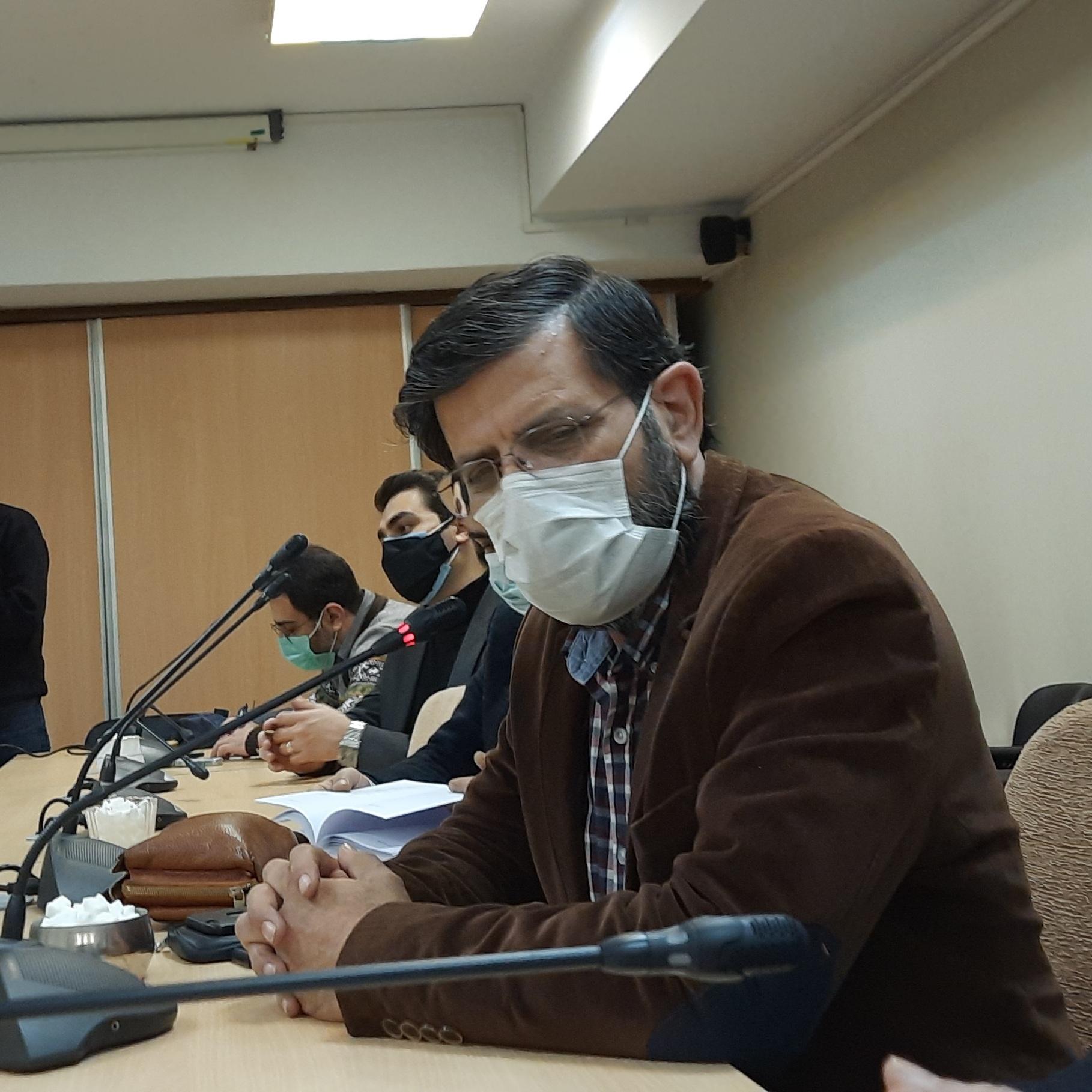
ناصر فیض در جلسه رونمایی از کتاب دیوان استاد یاور همدانی ؛ ۱۳۹۹ خورشیدی

## جوایز
فیض‌بوک مجموعه اشعاری به طنز نوشته این شاعر در بیست و ششمین دوره جایزه کتاب فصل شایسته تقدیر اعلام شد. در این دوره به هیچ کتاب ادبی جایزه اعطا نشد. در سال ۱۳۹۲ سازمان هنری رسانه‌ای اوج وابسته به سپاه پاسداران انقلاب اسلامی از این شاعر تقدیر کرد.
ناصر فیض همچنین طی مراسم اختتامیه جشنواره شعر فجر، گواهینامه درجه یک هنری را از دست رضا صالحی امیری، وزیر فرهنگ و ارشاد اسلامی وقت دریافت کرد.

## آثار

### اشعار
- کتاب فیضاًلَه: مجموعه تک بیتی هایی به صورت نقیضه. به این صورت که مصراع اول از شعرای معروفی مثل حافظ و مصراع بعد از فیض به صورت طنز می‌باشد. (این کتاب در ۱۱۲ صفحه در سال ۱۳۹۴ منتشر شده و تا این لحظه به چاپ سوم رسیده.[۲۰]
- ترجمه اشعار و زندگی‌نامه ۴۰ شاعر ترک در سال ۱۳۸۰ (اولین کتاب چاپ شده اش)
- گزیده ادبیات معاصر (اولین اثر وی سال ۱۳۶۵)
- فیض‌بوک، انتشارات سوره مهر، ۱۳۹۲[۲۱]
- املت‌ دسته‌دار
- نزدیک ته‌خیار[۲۲]

### ترجمه
- دست‌هایم را برای تو می‌آورم
- اگر کمونیسم بیاید، نویسنده: مظفر ایزگو)،
- نامه‌هایی به تارانتا بابو، نویسنده: ناظم حکمت)

### فعالیت مطبوعاتی
اولین آثار چاپ شده اش چند رباعی در اطلاعات هفتگی (سال ۱۳۶۵) بوده و ستون نیشتر (پنجشنبه‌ها، روزنامه جام جم) را هم نویسندگی می‌کند.

### داوری
- مسابقه شعر سرزمین شعر

## سبک آثار
سروده های فیض به چند ژانر شعر طنز، شعر عاشقانه و ترانه تقسیم می شود، اما او بیشتر به سبب اشعار طنز مشهور است. شعرهای طنز فیض از سبک خاصی برخوردار است که به محمل گویی شباهت دارد و بعضا بی معنی است یا به توضیح بدیهیات اختصاص دارد.

## نمونه‌ای از آثار
شعر چه کنم دختر همسایهٔ ما خوشگل بود از مجموعه املت دسته دار گزیده شده‌است:
«یاد باد آنکه سرکوی تواَم منزل بود»

«یعنی آن منزل خوبی که در آن ساحل بود»
«در دلم بود که با دوست نباشم هرگز»

«چه کنم دختر همسایهٔ ما خوشگل بود»
«بعد یک عمر که می‌خواست به من سر بزند»

«از بد بخت من آن شب پدرم منزل بود»
«دوش با یاد حریفان به خرابات شدم»

«گرچه شب وارد آنجا شدنم مشکل بود»
«دیدم او را که نمی‌دیدم اگر، بهتر بود»

«با سر و روی بدی داخل مجلس ول بود»
«حافظا خانم فیروزه بواسحاقی*»

«که گل سر سبد شعر به هر محفل بود»
«گرچه اشعار پر از مسئله و ناقص داشت»

«لیک در آنچه که می‌خواست دلم کامل بود!»
شاعر خود گفته‌است که: *نام آدم خاصی نیست، فقط یک نون به حافظ قرض دادم و خاتم شد خانم، همین!